# Long Island Sound
Long Island Sound er et farvand i det nordøstlige USA, beliggende mellem Long Island i syd og Connecticut i nord. Mod syd, vest og nordvest ligger delstaten New York, og mod øst løber farvandet ud i Atlanterhavet. Der bor over 23 millioner mennesker inden for 80 kilometers afstand af Long Island Sound.
Farvandet har et areal på 3.418 km2 og rummer omkring 70.000.000.000.000 liter vand. Der er 177 kilometer fra bunden af sundet til udmundingen i Block Island Sound. På sit bredeste sted måler sundet 34 kilometer, og samlet er kystlinjen 966 kilometer lang. Gennemsnitsdybden er omkring 20 meter. Saltholdigheden (saliniteten) varierer meget. I den indre, vestlige del, hvor flere floder tilfører ferskvand, er den 23 promille. I den østlige del, tættest på Atlanterhavet, er saltholdigheden 35 promille (3,5 %). 